# Dècada del 1820
Formalment, la dècada del 1820 comprèn el període que va des de l'1 de gener de 1820 fins al 31 de desembre de 1829.

## Política

### Europa
A Europa es viu la primera onada de les revolucions liberals que qüestionaven l'absolutisme imperant. A Espanya es va traduir en el Trienni Liberal entre 1820 i 1823 però la coalició monàrquica de la Santa Aliança li posa fi. La Guerra Civil Portuguesa i les revoltes de Sicília i el nord d'Itàlia han de llegir-se en el mateix context de lluita de dos models de poder. En tots els casos les revoltes van ser esclafades per les tropes reialistes. Aquestes revolucions estaven liderades majoritàriament per la burgesia, que reclamava menys intervencionisme estatal i l'apertura política per poder fer negocis. Les classes populars urbanes s'hi van sumar, perquè pensaven que un govern liberal tindria més en compte les seves reclamacions.
Té lloc la Guerra d'independència de Grècia, on aquest país aconsegueix separar-se de l'Imperi Otomà. La guerra és una fita en l'auge del nacionalisme i compta amb la involucració de combatents de diversos països europeus, car esdevé un símbol de llibertat. Els autors del romanticisme ajuden a difondre aquest símbol amb les seves poesies i pintures. La independència grega servirà de motor per a futures demandes de sobirania nacional.

### Amèrica
La dècada de 1820 suposa un punt d'inflexió en el procés de descolonització de les colònies espanyoles. La guerra d'independència de Mèxic se salda amb la creació de l'estat mexicà i diversos països del centre del continent declaren la independència: República Dominicana, Guatemala, El Salvador, Hondures, Nicaragua i Costa Rica. Més al sud, Simón Bolívar lidera l'emancipació de la Gran Colòmbia, posteriorment dividida en diferents estats. Bolívar es va convertir en un heroi popular que inspiraria les revolucions de tot un segle pel seu model alternatiu de govern i la seva persistència en la lluita armada contra Espanya. És nomenat president o governador d'una àmplia zona del continent.
El Brasil s'independitza també de Portugal i l'Uruguai s'escindeix d'aquest nou país. A diferència d'altres antigues colònies, al Brasil s'opta per un govern monàrquic, amb un emperador al capdavant: Pere I del Brasil i IV de Portugal.

### Àfrica
A Àfrica continua el desenvolupament de l'imperialisme però augmenten les veus crítiques, tant per part dels pobles colonitzats, que protagonitzen diversos aixecaments i moviments de resistència, com per part de certs intel·lectuals de la metròpoli, que rebutgen l'abús que es fa dels africans i els seus recursos. Els antics esclaus alliberats que s'instal·len a Libèria esdevenen un símbol d'aquesta nova manera de pensar més igualitària.

### Àsia i Oceania
Les tensions entre les potències colonials i els pobles nadius del sud-est asiàtic es van aguditzar durant aquesta dècada, amb nombrosos enfrontaments, mentre l'imperialisme s'anava assentant. En són exemples la guerra de Java o l'expansió de Siam. Pel que fa a la colonització d'Austràlia, coneguda amb aquest nom de manera oficial des de 1824, continua amb emigrats britànics i presos comuns, que s'establien en les noves terres verges del país.
Rússia, per la seva banda, amplia la seva zona d'influència amb l'annexió de nous territoris en el context de la Guerra del Caucas. Aquest desig d'expansió la porta a enfrontar-se als perses, a qui pren el domini d'Armènia oriental. Un altre front de conflicte es dona a la guerra russoturca (1828-1829), aquest cop per les terres que fan de frontera amb Europa.

## Vida quotidiana

### Vestimenta
La moda femenina europea occidental va patir una gran transformació durant la dècada de 1820 i va adoptar l'estil romàntic. Els vestits tenien la cintura més baixa i la cotilla molt ajustada va reaparèixer amb força com a element per ressaltar la silueta i l'estretor abans dels malucs. La faldilla comptava amb ornamentacions de brodats i pell a la part més baixa i adoptava tons més vius. Les mànigues eren més amples i amb ornaments exagerats. Als climes freds podien portar per sobre una segona màniga protectora. Es va incrementar l'ús de barrets amplis i sense lligar.
Els homes també lluïen una cintura estreta amb cinturons ornamentats. Les jaquetes tenien les espatlles àmplies i mostraven colls triangulars que permetien mostrar la camisa i el mocador, força adornat. Els pantalons llargs van desplaçar definitivament els que tenien el camal per sota el genoll i, per tant, van recular les mitges, tot i que els calçons s'empraven encara per a les ocasions de cerimònia.

## Ciència i tecnologia

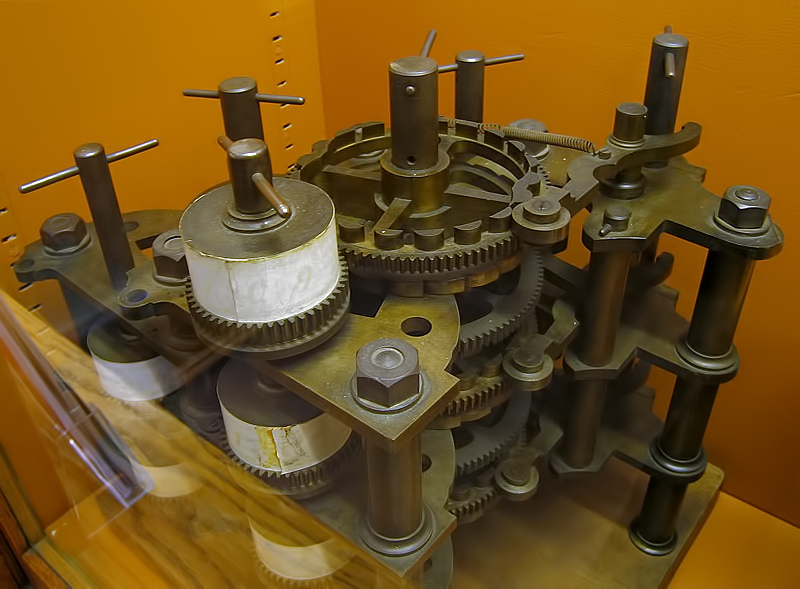
Màquina diferencial de Charles Babbage (1822)

Pel que fa a les matemàtiques, la dècada ve marcada per les contínues aportacions del matemàtic francès Augustin-Louis Cauchy. S'inicia el decenni amb la primera presentació completa del càlcul infinitesimal utilitzant límits a través del treball Cours d'Analyse de l'École Royale Polytechnique de Cauchy (1821). El 3 de juliol de 1922 Charles Babbage publica una proposta de màquina diferencial que és capaç de calcular logaritmes i funcions trigonomètriques; mai no es va aconseguir finalitzar la construcció d'una versió operativa malgrat que va gaudir del finançament del govern britànic entre 1823 i 1832. Durant el mateix 22, Karl Wilhelm Feuerbach descriu la Circumferència dels nou punts d'un triangle i William Farish de la Universitat de Cambridge publica una sistematització de les regles de la projecció isomètrica. L'any 1824, Cauchy demostra la convergència del mètode d'Euler, utilitzant el mètode d'Euler implícit, i Niels Henrik Abel demostra parcialment que les equacions de cinquè grau o superiors no poden ser resoltes per una fórmula general si s'utilitzen només operacions aritmètiques i arrels.
El 1825, Cauchy presenta el teorema de la integral de Cauchy, que és part fonamental del càlcul integral de variable complexa, i introdueix la teoria dels residus en l'anàlisi complexa. També en l'obertura de la segona part de la dècada Peter Gustav Lejeune Dirichlet i Adrien-Marie Legendre demostren el darrer teorema de Fermat per n = 5. Es desenvoluparen altres proves alternatives. Finalment, André-Marie Ampère descobreix el Teorema de Stokes. Peter Gustav Lejeune Dirichlet publica una memòria el 1829 on descriu les condicions necessàries que ha de complir una funció perquè la convergència de la sèrie de Fourier es compleixi (conegut com a teorema de Dirichlet). El mateix any Nikolai Ivanovich Lobachevsky publica el seu treball sobre geometria euclidiana hiperbòlica.
En el camp de la química, Hans Christian Ørsted és capaç de reduir el clorur d'alumini per produir alumini el 1825. El jove científic Otto Unverdorben va obtenir l'anilina el 1826, que anomenà "cristal·lina", a partir de la destil·lació de l'indi natural i vegetal. És un descobriment rellevant atès que l'anilina és important en la fabricació de colorants, plàstics i productes farmacèutics. Wöhler va ser el primer, el 1828, a sintetitzar urea. Aquesta síntesi va acabar amb la teoria del vitalisme que propugnava que no es podia sintetitzar compostos orgànics a partir de compostos inorgànics.
L'abril de 1820 Hans Christian Ørsted va descobrir la relació entre electricitat i magnetisme. La paradoxa d'Olbers, que estableix que són incompatibles l'obscuritat del cel nocturn i l'existència d'un univers infinit i estàtic, s'atribueix habitualment a l'astrònom amateur alemany Heinrich Wilhelm Olbers qui la descrigué l'any 1823.

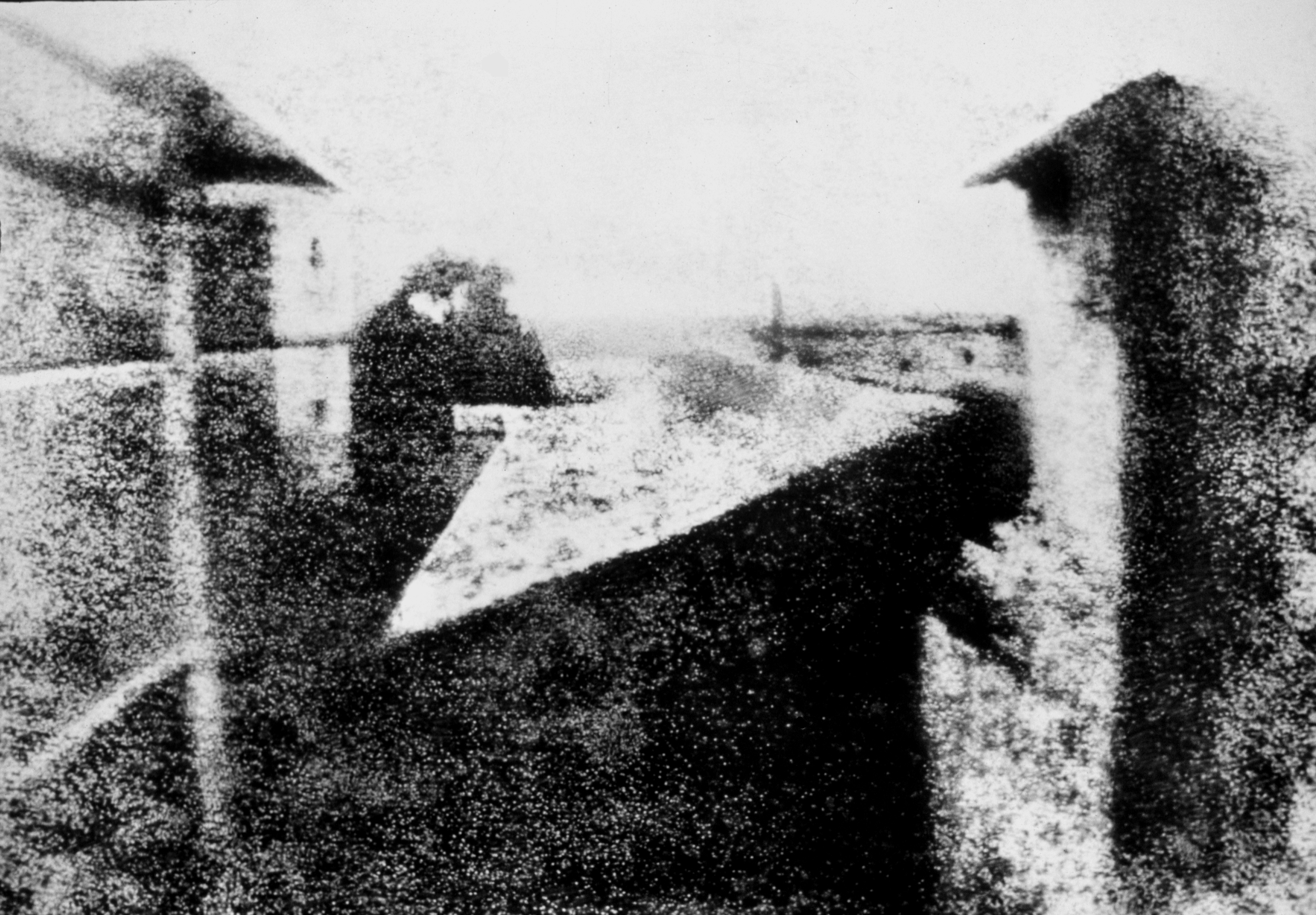
La fotografia més antiga conservada datada l'any 1826-27

La fotografia es va inventar a principis del segle xix quan es va ser capaç de captar imatges que donaven més informació que els mitjans existents fins llavors com era l'escultura o la pintura. Malgrat les temptatives prèvies amb una càmera obscura per part de Thomas Wedgwood pels volts de 1800, la fotografia no seria un procés utilitzable fins a la dècada de 1820 quan es va descobrir la fotografia química utilitzant plaques fotogràfiques. El primer fotogravat permanent va ser produït el 1822 per l'inventor francès Nicéphore Niépce, però va ser destruït quan es va intentar fer impressions d'ell.Vista des de la finestra a Le Gras (1826 o 1827), capturat pel mateix Niépce, és la primera fotografia permanent que es conserva avui dia.
Com en moltes invencions de l'època és difícil determinar si aquestes són les primeres en el seu àmbit. Un cas d'invenció discutida és la màquina d'escriure que William Burt va patentar el juliol de 1829. El Science Museum de Londres la descriu com "el primer mecanisme d'escriptura que la seva invenció ha estat documentada". El 1828 el físic hongarès Ányos Jedlik creava el primer motor elèctric, que anomenaria "autorotors electromagnètics", i que incorporava els tres components principals dels motors de corrent continu (estator, rotor i col·lector).
En aquest dècada, també s'inventaren diversos productes que són avui dia encara d'ús habitual. L'octubre de 1824 Joseph Aspdin va patentar el ciment Portland. El maig de 1827 Petrache Poenaru va patentar a França la primera estilogràfica amb cartutxos de tinta recanviables. L'anglès John Walker va inventar el primer llumí de fricció, anomenat Llucifer, el 1827 i consistia en fèrules revestides amb sofre i amb la punta feta d'una mescla de sulfur d'antimoni, clorat de potassi i goma. També es va fer un pas important en la producció de xocolata sòlid modera quan Casparus van Houten (1770-1858) va patentar el 1828 una mètode econòmic per al premsat de la mantega de cacau dels grans de cacau torrats, el 1828 i amb el que s'obtenia cacau en pols.
El 28 de gener de 1820 una expedició de la Rússia Imperial liderada per Fabian Gottlieb von Bellingshausen i Mikhaïl Làzarev s'apropa a la costa antàrtica, dos dies després, Edward Bransfield toca finalment el sòl antàrtic. L'11 de maig del mateix any el HMS Beagle va ser noliejat als molls de Woolwich en el riu Tàmesi, encara que no seria fins a l'octubre del 1836 que el jove Charles Darwin emprendria el seu viatge científic en l'embarcació.

## Filosofia
Durant aquest període s'inicia l'auge de la filosofia política, empesa pels debats sobre el nacionalisme i el liberalisme, així com les desigualtats socials. Diversos autors expressen els seus punts de vista sobre aquests afers, no solament filòsofs, com ara Comte (qui comença el seu curs sobre el que seria després el positivisme), sinó poetes, com Shelley i articulistes van plasmant el seu pensament, que va quallant en una necessitat de major participació ciutadana i l'abolició de privilegis tradicionals. Aquests moviments reformistes bevien de l'utopisme precedent però també buscaven una base científica, donat suport a les tesis de l'economia o d'altres camps d'estudi. És paradigmàtic en aquest sentit l'èxit de l'obra The Constitution of Man, de George Combe, on es partia de la frenologia (en auge en aquell moment) per propugnar canvis legislatius i socials. En la mateixa línia s'inscriuen els treballs de James Mill, que barrejava psicologia, pedagogia i política en la seva defensa de l'utilitarisme.

## Literatura
Jean-François Champollion, ajudat per la feina feta per altres investigadors de principis de segle, va ser capaç de desxifrar completament els jeroglífics egipcis utilitzant la pedra de Rosetta i va ser publicat l'octubre de 1822 en un estudi de 44 pàgines amb el nom de Lettre à M. Dacier. Es va publicar el 1820 la 6a edició de l'Encyclopædia Britannica.
Dins la literatura de creació continua imperant el romanticisme. Es publica Ode on Melancholy, de John Keats, que dibuixa l'estat d'ànim prototípic de l'artista romàntic: una malenconia constant per la insatisfacció amb la seva vida i el món present, ja que el seu esperit és més pur i aspira a sentiments més elevats i una bellesa constant. L'amor és sovint exaltat i tràgic, com el dels versos de Heinrich Heine, que triomfa per aquesta època. Igualment comença l'èxit de Aleksandr Puixkin, un dels autors més rellevants de la literatura russa, fins al punt que l'anomenada Edat d'or de la literatura russa s'anomena també "Edat de Puixkin". Coetani de Puixkin és Fiódor Tiúttxev, un altre poeta rus de renom.
Es publica Melmoth the Wanderer, de Charles Maturin, on el protagonista pacta amb el diable, un tema arquetípic de la literatura que apareix amb força durant el segle xix, amb el seu gust pels personatges foscos i maleïts. Walter Scott continua publicant novel·les històriques de gran èxit, com Quentin Durward, algunes d'elles amb pseudònim o de manera anònima pel desprestigi de la literatura popular. The Last of the Mohicans, de James Fenimore Cooper, trasllada el mateix esperit aventurer i d'herois admirables a terres americanes.
A Barcelona comença a publicar-se el diari El Europeo, que porta el romanticisme a Catalunya i posteriorment a tot Espanya. S'hi rebutja el neoclassicisme imperant i s'obre la via a imitar els autors europeus més innovadors.

## Música
Encara que la data d'invenció de l'acordió és disputada, totes les hipòtesis la situen en aquesta dècada. Alguns investigadors defensen que va ser patentat per primer cop amb el nom de Handäoline per Christian Friedrich Ludwig Buschmann a Berlín, d'altres que va ser patentat per Cyril Demian el 1829 amb el nom d'Acordió. Fins i tot, hi ha un tercer corrent que defensa que la seva invenció va ser a final de la dècada de la mà de Fredrik Dillner II.

## Esdeveniments
- Trienni liberal a Espanya
- Inventat el motor de combustió
- Grècia assoleix la independència de l'Imperi Otomà i diverses colònies americanes se separen de Portugal i Espanya
- Europa sobrepassa els 200 milions d'habitants
- Comencen a establir-se a Libèria els esclaus afroamericans alliberats

## Personatges destacats
- Ferran VII d'Espanya
- Joseph Smith, líder dels mormons
- Wilhelm von Humboldt
- Thomas Malthus
- Ludwig van Beethoven
- Klemens Wenzel Lothar von Metternich
- Simón Bolívar
- Antonio José de Sucre
- Giacomo Leopardi, el principal poeta del romanticisme italià.[33]
- Niccolò Paganini, representant del Romanticisme, és un dels més grans virtuosos del violí, i en desenvolupà la tècnica moderna.[34]